# Kraina wielkiego nieba
Kraina wielkiego nieba (ang. Wildlife) – amerykański dramat filmowy z 2018 w reżyserii Paula Dano, oparty na podstawie powieści Wildlife autorstwa Richarda Forda. 

## Fabuła
Akcja filmu ma miejsce w 1960 roku. Jeanette i Jerry Brinsonowie niedawno przeprowadzili się do Great Falls ze swoim nastoletnim synem Joem. Napięcia między parą narastają, kiedy Jerry traci pracę profesjonalnego golfisty w country clubie. Po otrzymaniu oferty powrotu do pracy Brinson odmawia i zamiast szukać nowej, śpi w swoim samochodzie, obserwując akcję gaszenia okolicznych lasów. Aby zapewnić rodzinie utrzymanie, Jeanette zatrudnia się jako instruktorka pływania, a Joe zostaje pomocnikiem lokalnego fotografa. Jerry decyduje się podjąć niskopłatną pracę przy gaszeniu pożaru. Jeanette otwarcie opowiada Joemu o swoich problemach małżeńskich, a stres związany z sytuacją rodzinną odbija się na jego życiu szkolnym.
Podczas nieobecności Jerry'ego Jeanette wdaje się w romans z jednym ze swoich uczniów, Warrenem Millerem, zamożnym starszym mężczyzną, właścicielem salonu samochodowego. Pewnego wieczoru, po obiedzie wydanym przez Warrena, Miller tańczy z pijaną Jeanette i całuje ją. Następnie spędza noc w domu Brinsonów, co nad ranem odkrywa Joe. Po wyjściu Millera chłopiec rozmawia z matką o jej romansie. Jeanette stwierdza, że Miller pomaga ich rodzinie i pyta syna, czy ma lepszy plan na poprawienie ich sytuacji materialnej. Joe odpowiada przecząco. 
Po powrocie Jerry'ego, Jeanette oznajmia, że zaczęła wynajmować mieszkanie w mieście. Mężczyzna, podejrzewając żonę o romans, namawia Joego, żeby opowiedział mu o jej relacji z Millerem. Kiedy dowiaduje się, że Warren i Jeanette uprawiali seks w domu Brinsonów, udaje się do domu Millera i próbuje go podpalić, zostaje jednak przyłapany przez właściciela posesji. Kiedy ranny Jerry błaga Joego o pomoc w ucieczce przed policją, chłopiec biegnie na komisariat, gdzie odkrywa, że jego ojciec nie został aresztowany. Po powrocie do domu dowiaduje się od Jerry'ego, że Miller nie zamierza wnieść oskarżenia, a małżeństwo jego rodziców dobiegło końca.
Jeanette przeprowadza się do Portland, gdzie pracuje jako nauczycielka, a Joe zostaje z Jerrym, który został odnoszącym sukcesy sprzedawcą. Pewnego weekendu Jeanette wraca do Great Falls na spotkanie z synem i byłym mężem. Joe zabiera swoich rodziców do studia fotograficznego i prosi ich o pozowanie do rodzinnego portretu. Jeanette początkowo jest negatywnie nastawiona do pomysłu, ale ostatecznie zgadza się i cała trójka pozuje razem.

## Obsada
- Carey Mulligan jako Jeanette Brinson
- Jake Gyllenhaal jako Jerry Brinson
- Ed Oxenbould jako Joe Brinson
- Bill Camp jako Warren Miller
- Zoe Margaret Colletti jako Ruth-Ann
- Darryl Cox jako Clarence Snow
- Travis Bruyer jako Forester
- Mollie Milligan jako Esther

## Produkcja
W lipcu 2016 ogłoszono, że Paul Dano wyreżyseruje adaptację powieści Richarda Forda, na podstawie scenariusza, który napisał wspólnie z Zoe Kazan i że ani Dano ani Kazan nie wystąpią w filmie. Dano powiedział o filmie: „W książce Richarda widziałem siebie i wielu innych. Zawsze chciałem robić filmy - i zawsze wiedziałem, że będę robił filmy o rodzinie”. Ogłosił też, że jest to pierwszy obraz z planowanego przez niego cyklu filmów o dysfunkcyjnych rodzinach. Film został wyprodukowany przez June Pictures i Nine Stories Productions, ścieżka dźwiękowa została skomponowana przez Davida Langa. Główne zdjęcia miały miejsce w Montanie i Oklahomie. 
We wrześniu 2016 ogłoszono, że w filmie wystąpią Jake Gyllenhaal i Carey Mulligan. 

## Odbiór
W serwisie Rotten Tomatoes, 94% z 217 recenzji filmu uznano za pozytywne, a średnia ocen wystawionych na ich podstawie wyniosła 7,7/10. Na portalu Metacritic średnia ważona ocen, wystawionych na podstawie 41 recenzji, wyniosła 80 punktów na 100.
Krytyk New York Timesa, Glenn Kenny, nazwał Krainę wielkiego nieba „znakomitym filmem", określając ją jako „dramat rodzinny zarówno smutny jak i przerażający". Kenny pochwalił obsadę za „wyjątkowe aktorstwo" i uznał rolę Mulligan za "najlepszą jaką widział w kinie w tym roku" a Oxenboulda za „ekscytuje odkrycie". Reżyserię Dano określił jako „skrupulatną pod każdym względem", stwierdził też, że "ostre zdjęcia Diega Garcii są idealne do celów Dano, a cały film to owocna współpraca pod każdym względem i doskonały debiut reżyserski.
W recenzji dla RogerEbert.com Brian Tallerico przyznał filmowi 3,5 gwiazdek na 4 możliwe, określając go jako „znakomity, poruszający film, który dba o bohaterów i ufa aktorom, który pochodzi ze stosunkowo starej szkoły opowiadania historii ale potrafi działać na widza emocjonalnie, dzięki delikatnej ale pewnej siebie reżyserii Dano i jego umiejętności wykorzystania potencjału dwójki najlepszych aktorów swojego pokolenia". Owen Gleiberman z Variety nazwał Dano „urodzonym reżyserem, z okiem do eleganckich, oszczędnych ujęć, powstrzymujących się od bycia przesadnie efektownymi" i przyznał filmowi 4 na 5 gwiazdek. 
David Edelstein, pisząc dla Vulture, przyznał filmowi maksymalną ocenę, nazywając go „znakomitym" i stwierdzając, że „Dano daje swoim aktorom przestrzeń a oni prowadzą nas przez trudne sceny końcowe i słodko-gorzkie zakończenie". Jordan Hoffman z The Guardian przyznał obrazowi trzy gwiazdki na pięć, pisząc: „To cicha, subtelna historia i, jak to często bywa, gdy aktor po raz pierwszy staje za kamerą, pole do świetnych występów aktorskich".